# Marketing gota a gota
O Marketing gota a gota é uma estratégia de comunicação que envia, ou vai “pingando” um conjunto de mensagens previamente escritas a clientes ou candidatos  ao longo do tempo. Estas mensagens normalmente tomam a forma de email marketing , apesar de poderem ser utilizados outros meios de comunicação. Este tipo de Marketing distingue-se de outro database marketing  em dois pontos: 1- o sentido de oportunidade das mensagens segue um caminho pré-determinado; 2- as mensagens vão pingando sucessivamente aplicáveis a um comportamento específico ou ao estatuto do recetor.

## Meios
Email. O formato do marketing gota a gota mais utilizado é o email marketing devido ao baixo custo associado ao facto de se poder enviar múltiplas mensagens ao longo do tempo. O email marketing gota a gota é muitas vezes utilizado juntamente com um formulário web num método denominado autoresponder . Neste método, um lead completa o formulário no website de uma empresa e fica portanto inscrito numa campanha de marketing gota a gota com mensagens apropriadas ao contexto do formulário.
Direct mail. Apesar de mais dispendioso, o software de direct mail  tem sido desenvolvido para permitir a utilização de técnicas de marketing usando o correio normal. Esta tecnologia depende da impressão digital , onde tiragens de volume reduzido justificam o preço, e a informação variável pode fundir-se para personalizar cada mensagem “gotejada”.
Social media.  The principles of Drip Marketing have been applied in many social media marketing tools to schedule a series of updates.

## Geração Lead
O Marketing gota a gota pode ser utilizado como uma função e como um processo de qualificação da geração lead. O marketing gota a gota constitui especificamente um método automático de acompanhamento que pode aumentar ou substituir um acompanhamento  pessoal do lead. [carece de fontes?]Frequentemente denominados Autoresponders, novos leads são automaticamente inscritos numa campanha de marketing gota a gota com mensagens relevantes à chamada de atenção de onde provem o lead.
As vantagens incluem a automatização e eficiência tal como a capacidade contínua de uma resposta direta. Sites  inteligentes de trocas comerciais eletrónicas , tais como a Dell, integraram esta forma de marketing gota a gota em carrinhos de compra não adquiridos. O envio contínuo de mensagens é relevante para os conteúdos que o cliente parou de comprar, e continuou a incluir ações de resposta direta (ou seja: compre agora).
As desvantagens incluem a conduta impessoal do acompanhamento. Se não for aumentado por um método de acompanhamento tradicional e pessoal, o mesmo terá uma taxa de resposta mais baixa que as vendas pessoais. A baixa taxa de resposta justifica-se frequentemente pelo volume e eficiência com os quais os lead podem ser gerados e convertidos.

## Processo de vendas
O Marketing gota a gota é popularmente aplicado como uma ferramenta de vendas, particularmente em longos ciclos de venda (itens de maior valor ou vendas a nível da empresa). [carece de fontes?]Ao passo que um acompanhamento persistente pode ser um impedimento para concluir a venda, os métodos do marketing gota a gota oferecem a capacidade para se manter no topo da lista , e até tomar medidas imediatas, sem pôr em risco a relação.

## Etimologia
A expressão “marketing gota a gota” deriva de “rega gota a gota”, uma técnica de agricultura/jardinagem que consiste na libertação de quantidades limitadas de água para regar plantas ao longo de grandes períodos de tempo. 